# Clematis patens 'Cardinal Wysinsky'
Cultivar
La clématite 'Cardinal Wysinsky' ou clématite 'Kardynal Wyszyński' est un hybride de clématite obtenu en 1974 par Stefan Franczak en Pologne.
Cette clématite a été nommée en hommage au Cardinal Stefan Wyszyński.

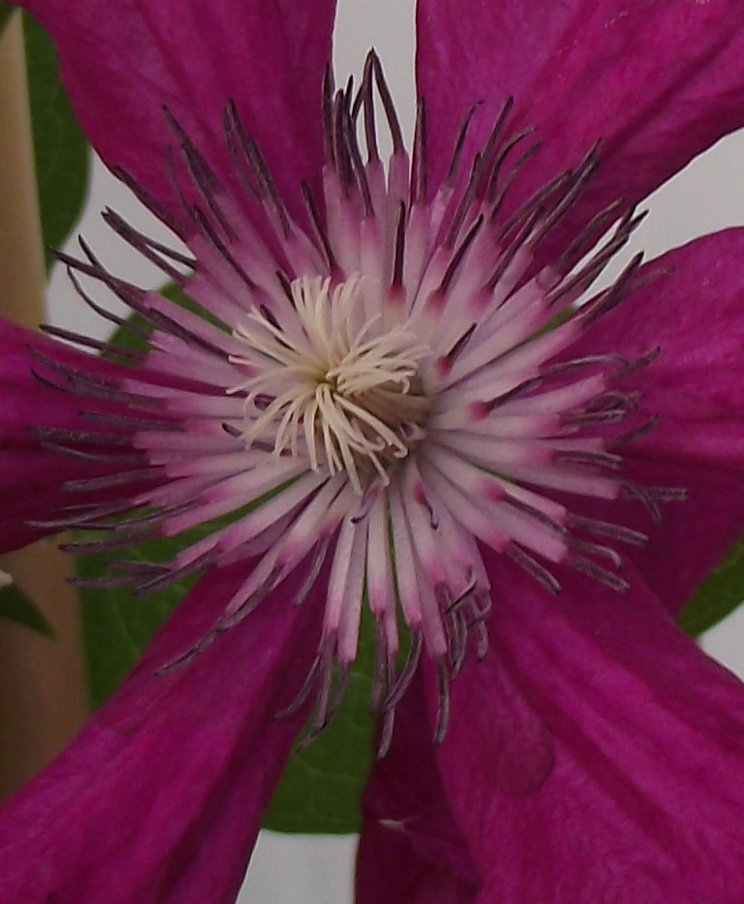
Étamines et stigmates de la clématite 'Cardinal Wysinsky'

## Description
Cette clématite fait partie du groupe 2, ce qui implique une floraison printanière sur le bois de l'année précédente et automnale sur la pousse  de l'année.

### Feuilles
Les feuilles caduques de cette clématite sont parfois simple d'environ 10 Cm et parfois alternées d'une taille de 8 à 10 cm.

### Fleurs
La clématite patens 'Cardinal Wysinsky' dispose d'une fleur moyenne rouge à maturité puis rose lors de la défloraison pouvant atteindre 18 Cm. Les fleurs apparaissent au travers de bourgeons axillaires en nombreuse quantité.

#### Sépales
Le sépale de la clématite 'Cardinal Wysinsky' mesure entre 6 et 7 Cm de long pour une largeur de 3 à 4 Cm. Elliptiques et lancéolés, ils sont légèrement ondulés.

#### Étamines et stigmates
'Cardinal Wysinsky' possède des étamines de couleur citron  et des stigmates blancs à la base puis rouge violacé à l'extrémité.

#### Parfum
Cette clématite n'a pas de parfum.

## Protection
'Cardinal Wysinsky' est une clématite sans protection, elle est donc libre de multiplication et de distribution.

## Obtention
Ce cultivar a été obtenu par Stefan Franczak en  Pologne.

## Culture

### Plantation
La clématite 'Cardinal Wysinsky' s'épanouit très bien en pot ou en pleine terre. Elle doit être plantée dans un mélange drainant, fertile et léger. Les racines préfèrent un sol frais et ombragé.

### Croissance
À taille adulte cette clématite s'élance entre 2,5 et 3 mètres en gardant un feuillage très dense.

### Floraison
'Cardinal Wysinsky' fleurit deux fois par an sur le bois de l'année précédente au printemps, elle dispose d'une floraison tardive en juillet, puis à l'automne la floraison a lieu entre août et septembre sur la pouce de l'année. Elle fait partie du groupe 2.

### Utilisations
'Cardinal Wysinsky' est parfait pour les pergolas, treillis, tonnelles et clôtures. Elle peut aussi grimper sur des supports naturels tels que les feuillus, des conifères et des arbustes. La rigueur de ses tiges lui permet d'être utilisée comme fleurs coupées.

### Taille
La clématite 'Cardinal Wysinsky' a besoin d'une taille annuelle, souvent au mois de mars mais possible à toute période de repos végétatif. Elle demande une taille légère, c'est-à-dire une taille de 30 Cm sur un tiers des banches.

### Résistance
Cette clématite résiste à des températures égales à moins 20 degrés Celsius.

### Maladies et ravageurs
La clématite 'Cardinal Wysinsky' est sensible à l'excès d'eau ce qui pourrait provoquer une pourriture du collet de la plante et ainsi la mort de la clématite. Elle peut également souffrir d'apoplexie due à un champignon appelé Ascochyta clematidina, provoquant un flétrissement brutal des feuilles. Pour combattre ce champignon la terre doit être remplacée sur 20 cm et l'excès d'eau doit être proscrit.
Les limaces peuvent également s'attaquer à cette clématite et notamment aux jeunes pousses du printemps.

## Récompenses
Clématite patens 'Cardinal Wysinsky' a obtenu en 1990 la médaille d'or au Plantarium aux  Pays-Bas.